# Martin Pringle
Martin Pringle (* 18. November 1970 in Göteborg) ist ein ehemaliger schwedischer Fußballspieler, der mittlerweile als Trainer tätig ist.

## Werdegang
Pringle spielte zunächst nur unterklassig bei Vallens IF und Stenungsunds IF, ehe er 1994 von Helsingborgs IF entdeckt und verpflichtet wurde. Nachdem er mit dem Klub zweimal Vizemeister in Schweden wurde, wechselte er nach Portugal zu Benfica Lissabon. Nach drei Jahren in Südeuropa zog es ihn 1999 nach England, wo er zunächst an Charlton Athletic ausgeliehen wurde. Mit drei Toren in sieben Spielen überzeugte er die Verantwortlichen des Vereins und wurde fest verpflichtet. 2001 brach er sich erstmals das Bein. Um Spielpraxis zu sammeln, wurde er 2002 an Grimsby Town ausgeliehen. In seinem zweiten Spiel für den Klub brach er sich nach einem brutalen Foul von Dave Challinor das Bein ein zweites Mal. Während der Klub den Gegenspieler verklagte, entschied sich Pringle zum Karriereende.
Pringle kehrte nach Schweden zurück und wurde Assistenztrainer beim Göteborger Klub GAIS. Nach zwei Jahren beendete er sein Engagement beim schwedischen Zweitligisten, blieb aber in Göteborg. Beim Frauenfußballvereins Göteborg FC, der in der Damallsvenskan antrat, bedeckte er bis Ende 2007 seine erste Stelle als Cheftrainer. Anschließend ging er als Assistent von Janne Carlsson zum seinerzeitigen Zweitligisten Örgryte IS. Mit dem Göteborger Klub stieg er am Saisonende auf, in der Allsvenskan stand der Klub jedoch von Beginn der Spielzeit 2009 an im Abstiegskampf. Im Sommer des Jahres entschied sich daher der Klub zum Trainerwechsel, Pringle assistierte daher fortan dem Norweger Åge Hareide. Am Saisonende verpasste die Mannschaft dennoch den Klassenerhalt. 
Im Dezember 2009 verpflichtete der Lokalrivale und Drittligist Västra Frölunda IF Pringle als neuen Cheftrainer. Die Spielzeit 2010 beendete er jedoch auf einem Abstiegsplatz. Im Juli 2011 wechselte er Assistent des als Nachfolger von Ståle Solbakken vom FC Kopenhagen verpflichteten Roland Nilsson nach Dänemark.